# تبر (فیلم ۲۰۰۵)
تبر (فرانسوی: Le couperet‎) فیلمی در ژانر درام به کارگردانی کوستا گاوراس است که در سال ۲۰۰۵ منتشر شد.

## بازیگران
- کرین ویار
- الیویه گورمه
- اولریش توکور
- ژوزه گارسیا
- یولاند مورو
- جان لندیس
- نبیل بن یادیر